# Диптих Мерілін
Диптих Мерилін (англ. Marilyn Diptych) — знамените шовкографічне полотно американського художника Енді Воргола, виконане в стилі поп-арт.
Робота Воргола над картиною почалася через тиждень після смерті Мерілін Монро, у серпні 1962. За допомогою трафаретного друку художник наніс на полотно 50 однакових зображень актриси, запозичених з відомої фотографії 1953 року, зробленої на зйомках фільму «Ніагара». Картина була завершена через кілька місяців.
25 зображень Монро в лівій частині диптиха яскраво пофарбовані, тоді як зображення на другій половині виконані в чорно-білих відтінках, місцями розмиті, нечіткі, бліді. Існує думка, що, розділяючи картину на непоказну некольорову і яскраву, насичену, кольорову частини, Воргол асоціював їх з настільки ж контрастними життям і смертю Мерилін Монро.
Станом на 2011 Диптих Мерилін виставлений у філії лондонської Галереї Тейт у Ліверпулі.
2 грудня 2004 газета «The Guardian» опублікувала список 500 найвидатніших творів сучасного мистецтва, у якому полотно Воргола посіло третє місце.